# Andrzej II węgierski

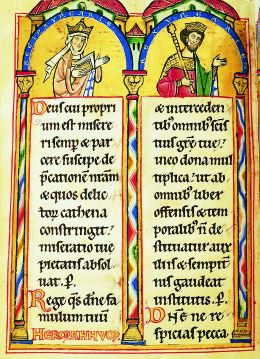
Andrzej II z królową Gertrudą z Meran. karta z Landgrafenpsalter 1211–1213

Andrzej II, węg. II. András magyar király (ur. 1176, zm. 26 października 1235) – od 1205 król Węgier, Chorwacji i od 1206 król halicko-włodzimierski (łac. rex Galiciae et Lodomeriae).

## Życiorys
Młodszy syn króla Beli III i Agnieszki de Châtillon. Młodszy brat króla Emeryka.
W 1211 roku ściągnął do Siedmiogrodu Krzyżaków, osadzając ich w Burzenlandzie z zadaniem obrony królestwa przed pogańskimi Połowcami. Jednak już po kilkunastu latach, w 1225 roku wygnał ich z kraju, gdy zorientował się, iż Krzyżacy bardziej zainteresowani są stworzeniem u niego własnego, odrębnego państwa niż walką z poganami. Wypędzając Krzyżaków z Siedmiogrodu, przyznał liczne przywileje Sasom siedmiogrodzkim (tzw. Diploma Andreanum z 1224 r.).
Węgrzy nie byli zadowoleni z rządów króla, dlatego władca, chcąc pozyskać rycerstwo i możnych, wydał w 1222 Złotą bullę – przywilej zwalniający ich z podatków, a także gwarantujący im nietykalność osobistą, prawo wyboru urzędników ziemskich oraz kontrolę rządów przez sejm zwoływany raz do roku. Obiecał też nie rozdawać lenn i urzędów obcym.
W latach 1217–1218 brał udział w V wyprawie krzyżowej, uczestniczył wówczas w obronie Akki. Zmarł 26 października 1235 r. i został pochowany w katedrze w Wielkim Waradynie (obecnie Oradea).

## Przodkowie
| 4. Gejza II               |  |                          |  |  |               |
|                           |  | 2. Bela III              |  |  |               |
| 5. Eufrozyna              |  |                          |  |  |               |
|                           |  |                          |  |  | 1. Andrzej II |
| 6. Renald z Chatillon     |  |                          |  |  |               |
|                           |  | 3. Agnieszka z Châtillon |  |  |               |
| 7. Konstancja z Antiochii |  |                          |  |  |               |
|                           |  |                          |  |  |               |

## Małżeństwa
Około roku 1200 Andrzej ożenił się z Gertrudą z Meranu (siostrą Agnieszki i Jadwigi). Mieli pięcioro dzieci:
- Annę Marię (1204–1237),
- Belę IV (1206–1270), następcę Andrzeja,
- Elżbietę (1207–1231), świętą, żonę Ludwika IV Świętego – landgrafa Turyngii,
- Kolomana (1208–1241),
- Andrzeja (zm. 1234).

W lutym 1215 Andrzej ożenił się z Jolantą de Courtenay, córkę z drugiego małżeństwa Piotra II, cesarza łacińskiego. Miał z nią jedynie córkę:
- Jolandę (Jolantę) (1215–1251), żonę Jakuba I Aragońskiego, matkę królowej Francji – Izabeli Aragońskiej.

14 maja 1234 trzecią żoną Andrzeja została Beatrycze d’Este, córka Aldobrandina I d’Este. Urodziła Andrzejowi pogrobowego syna:
- Stefana Pogrobowca (1236–1271), ojca króla Andrzeja III.